# Freestyle-Skiing-Juniorenweltmeisterschaften 2010
Die 4. FIS Freestyle-Skiing-Juniorenweltmeisterschaften fanden vom 23. bis zum 29. August 2010 im Cardrona statt. Ausgetragen wurden Wettkämpfe im Skicross, Halfpipe und Slopestyle.

## Medaillenspiegel
| Platz | Land               | Gold | Silber | Bronze | Gesamt |
| ----- | ------------------ | ---- | ------ | ------ | ------ |
| 1     | Vereinigte Staaten | 3    | 3      | 2      | 8      |
| 2     | Kanada             | 1    | 1      | 1      | 3      |
| 3     | Norwegen           | 1    | 1      | -      | 2      |
| 4     | Schweiz            | 1    | -      | 1      | 2      |
| 5     | Österreich         | -    | 1      | -      | 1      |
| 6     | Russland           | -    | -      | 2      | 2      |
|       | Gesamt             | 6    | 6      | 6      | 18     |

## Ergebnisse Frauen

### Skicross
| Platz | Land               | Sportlerin              |
| ----- | ------------------ | ----------------------- |
| 1     | Schweiz            | Fanny Smith             |
| 2     | Österreich         | Katrin Ofner            |
| 3     | Russland           | Julija Liwinskaja       |
| 4     | Russland           | Violetta Livinskaya     |
| 5     | Vereinigte Staaten | Morganne Murphy         |
| 6     | Tschechien         | Simona Strychova        |
| 7     | Russland           | Daria Vasilyeva         |
| 8     | Australien         | Brooke Dunleavy         |
| 9     | Norwegen           | Julie Brendengen Jensen |
| 10    | Australien         | Toni Hodkinson          |

Datum: 28. August 2010

Es waren 16 Teilnehmerinnen am Start.

### Halfpipe
| Platz | Land               | Sportlerin      | Punkte |
| ----- | ------------------ | --------------- | ------ |
| 1     | Vereinigte Staaten | Brita Sigourney | 41,10  |
| 2     | Vereinigte Staaten | Hannah Haupt    | 25,20  |
| 3     | Vereinigte Staaten | Devin Logan     | 23,90  |
| 4     | Vereinigte Staaten | Blake Peterson  | 19,00  |
| 5     | Kanada             | Keltie Hansen   | 14,70  |
| 6     | Neuseeland         | Mikayla Austin  | 6,40   |

Datum: 29. August 2010

Es waren sechs Teilnehmerinnen am Start.

### Slopestyle
| Platz | Land               | Sportlerin        | Punkte |
| ----- | ------------------ | ----------------- | ------ |
| 1     | Vereinigte Staaten | Jamie Crane-Mauzy | 35,00  |
| 2     | Kanada             | Keltie Hansen     | 34,60  |
| 3     | Vereinigte Staaten | Devin Logan       | 26,30  |
| 4     | Kanada             | Megan Gunning     | 20,60  |
| 5     | Vereinigte Staaten | Blake Peterson    | 15,20  |
| 6     | Schweiz            | Nina Ragettli     | 14,90  |

Datum: 23. August 2010

Es waren sechs Teilnehmerinnen am Start.

## Ergebnisse Männer

### Skicross
| Platz | Land               | Sportler                |
| ----- | ------------------ | ----------------------- |
| 1     | Norwegen           | Didrik Bastian Juell    |
| 2     | Norwegen           | Morten Ring Christensen |
| 3     | Russland           | Georgi Kornlow          |
| 4     | Australien         | Anton Grimus            |
| 5     | Norwegen           | Magnus Bjørnnes         |
| 6     | Schweiz            | Kevin Amacker           |
| 7     | Vereinigte Staaten | Ethan Fortney           |
| 8     | Australien         | Luke Laidlaw            |
| 9     | Niederlande        | Yannick Enting          |
| 10    | Russland           | Alexandr Koryakovtsev   |

Datum: 28. August 2010

Es waren 23 Teilnehmer am Start.

### Halfpipe
| Platz | Land               | Sportler            | Punkte |
| ----- | ------------------ | ------------------- | ------ |
| 1     | Kanada             | Noah Bowman         | 40,50  |
| 2     | Vereinigte Staaten | Walter Wood         | 37,80  |
| 3     | Kanada             | Kristopher Atkinson | 29,60  |
| 4     | Schweiz            | Fabian Meyer        | 27,60  |
| 5     | Schweiz            | Jonas Hunziker      | 27,40  |
| 6     | Schweiz            | David Ortlieb       | 25,80  |
| 7     | Neuseeland         | Beau-James Wells    | 23,30  |
| 8     | Kanada             | Alex Mochan         | 21,70  |

Datum: 29. August 2010

Es waren 15 Teilnehmer am Start.

### Slopestyle
| Platz | Land               | Sportler         | Punkte |
| ----- | ------------------ | ---------------- | ------ |
| 1     | Vereinigte Staaten | Bobby Brown      | 45,60  |
| 2     | Vereinigte Staaten | Gus Kenworthy    | 42,10  |
| 3     | Schweiz            | Jonas Hunziker   | 39,40  |
| 4     | Vereinigte Staaten | Nicholas Keefer  | 38,70  |
| 5     | Neuseeland         | Byron Wells      | 37,90  |
| 6     | Schweiz            | Cyrill Hunziker  | 34,20  |
| 7     | Neuseeland         | Hamish McDougall | 31,90  |
| 8     | Neuseeland         | Matt Johnson     | 31,80  |

Datum: 23. August 2010

Es waren 19 Teilnehmer am Start.

Weitere Teilnehmer aus deutschsprachigen Ländern:

 Kai Mahler: 11. Platz

 Elias Ambühl: 12. Platz